# شيفا نيبول
شيفا نيبول (بالإنجليزية: Shiva Naipaul)‏ (و. 1945 – 1985 م) هو صحفي، وروائي ترنيدادي، ولد في بورت أوف سبين، توفي عن عمر يناهز 40 عاماً، بسبب حادث مرور.

## التعليم
تعلم في كلية أكسفورد الجامعية
.

## جوائز
حصل على جوائز منها:

جائزة جون لولين رايس ‏